# Дощатая тропа
Доща́тая тропа (англ. boardwalk — бордвок) — тропа, сооружённая из досок, предназначенная для движения по ней пешеходов, реже транспорта. Бордвоки обычно находятся вдоль пляжей, представляя собой набережную, но иногда их сооружают в районе болот, прибрежных дюн и других труднопроходимых местностях. Несмотря на то что бордвоки встречаются по всему миру, наибольшую распространённость они получили на Восточном побережье США.
Дощатая тропа может быть уложена на грунт, лед, снег для предотвращения проваливания ноги человека, обутой в обувь, так как при ходьбе в обычной обуви, например, по бездорожью, лужам, топкой болотистой местности и т.д., нога человека, обутая в обычную обувь, проваливается в грунт, при этом воздух и вода из-под подошвы обуви вытесняются вверх и в стороны, и нога опускается далее в вязкий грунт и в итоге оказывается охваченной со всех сторон вязким грунтом-грязью или илом. При вытаскивании ноги из грунта, между подошвой обуви и грунтом образуется разрежение, которое препятствует дальнейшему выниманию ноги. По мере приложения усилия при дальнейшем вынимании ноги, происходит разрыв грунта в каком-либо месте, после чего в полость между подошвой и грунтом начинает поступать воздух/вода, давление в указанной полости выравнивается и далее нога без существенных усилий переставляется для дальнейшей ходьбы, после чего процесс повторяется. Также, при ходьбе в обычных резиновых сапогах/обычной обуви, например, по рыхлому грунту или снегу по причине малой площади взаимодействия обуви с опорной поверхностью (рыхлым грунтом или снегом) может произойти проваливание человека в этот рыхлый грунт или снег. Использование дощатой тропы, уложенной на рыхлый грунт, лед, снег, предотвращает проваливание человека. Также, обводненный грунт может привести к подскальзыванию и падению человека.
В Прибалтике существовала сеть тайных болотных троп, проведённых ниже уровня воды и известных только местным жителям. Такие тропы назывались мядгринда.

## Временные дощатые тропы
В городской местности большинство тротуаров покрыты асфальтом, булыжником или тротуарной плиткой. Однако в случае необходимости соорудить временный тротуар или мостки (например, при строительных работах, блокирующих тротуар) таковой, как правило, делается из деревянных досок: это быстро, нетрудно и дёшево. Деревянные покрытия изнашиваются быстрее асфальтовых, поэтому по окончании работ основной тротуар восстанавливается, а обходной деревянный — демонтируется. При необходимости сооружения временного тротуара на наклонной поверхности дощатая тропа может быть снабжена поперечинами (как у корабельных трапов) для предотвращения скольжения человека.